# Zakrzew (powiat kozienicki)
Zakrzew dawniej też Zakrzów – wieś sołecka w Polsce położona w województwie mazowieckim, w powiecie kozienickim, w gminie Grabów nad Pilicą.
| SIMC    | Nazwa    | Rodzaj    |
| ------- | -------- | --------- |
| 0622090 | Wymysłów | część wsi |

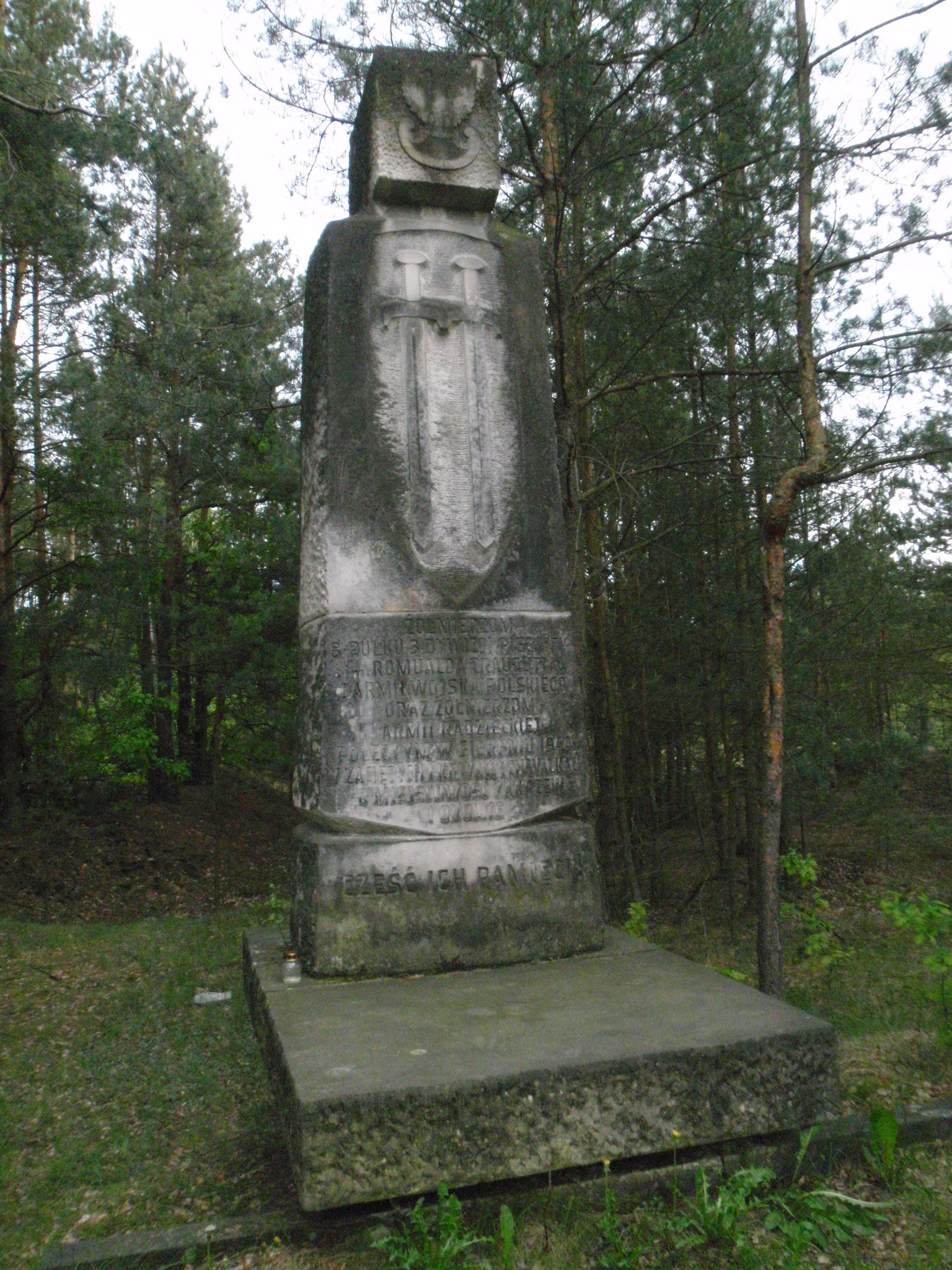
Upamiętninienie walki
3 Dywizji Piechoty im. R. Traugutta w 1944

Wieś szlachecka Zakrzewo Ostrołęckie położona była w drugiej połowie XVI wieku w powiecie wareckim  ziemi czerskiej województwa mazowieckiego. W latach 1975–1998 miejscowość należała administracyjnie do województwa radomskiego.
Przez miejscowość przebiega droga wojewódzka nr 736.
Wierni kościoła rzymskokatolickiego należą do parafii  Narodzenia Najświętszej Maryi Panny w Rozniszewie.